# Макарий I Берски и Негушки
Макарий (на гръцки: Μακάριος, Макариос) е православен духовник, митрополит на Вселенската патриаршия.

## Биография
Макарий заема митрополитския престол в Бер в 1692 година като заместник на уволнения митрополит Йоаким II.